# Шевченко Первое
Шевченко Первое (укр. Шевченко Перше) — село на Украине, находится в Покровском районе Донецкой области.
Код КОАТУУ — 1422788305. Население по переписи 2001 года составляет 44 человека. Почтовый индекс — 85343. Телефонный код — 623.

## Адрес местного совета
85343, Донецкая область, Покровский р-н, с. Малиновка, ул.Ленина, 100, тел. 5-37-1-42